# Grand Prix automobile de Grande-Bretagne 1958
GP précédent GP suivant
Le Grand Prix de Grande-Bretagne 1958 (XIth British Grand Prix), disputé sur le circuit de Silverstone le 19 juillet 1958, est la soixante-et-onzième épreuve du championnat du monde de Formule 1 courue depuis 1950 et la septième manche du championnat 1958.

## Contexte avant le Grand Prix

### Le championnat du monde
Pour la saison 1958, l'utilisation du carburant libre a été bannie, obligeant les motoristes à s'adapter au carburant de type 'Avgas', nouvellement imposé. Cela s'est traduit par une perte de puissance de l'ordre d'une vingtaine de chevaux. Les performances des monoplaces de formule 1 n'ont cependant pas régressé, la réduction de la durée des épreuves ayant permis la conception de voitures plus compactes, avec réservoirs réduits. Le quintuple champion du monde Juan Manuel Fangio et le constructeur italien Maserati ayant officiellement renoncé à la compétition, la course au titre mondial est cette année plus ouverte. Trois fois dauphin de Fangio, le Britannique Stirling Moss est le favori logique à sa succession. Toutefois, après avoir remporté deux des trois premières épreuves, Moss a connu moins de réussite à Francorchamps (où un surrégime l'a contraint à l'abandon) et à Reims, où sa Vanwall a été dominée en performance par les Ferrari, laissant la victoire à Mike Hawthorn et permettant à ce dernier d'effacer son retard au championnat.

### Le circuit

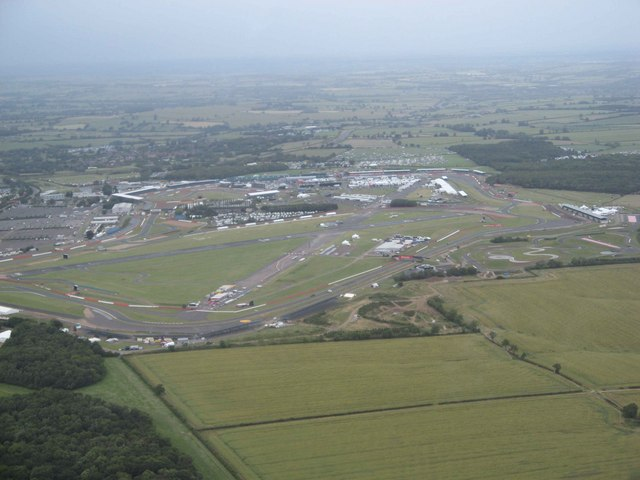
Vue générale du circuit de Silverstone

Créé en 1948 sur une ancienne base de la Royal Air Force située à une centaine de kilomètres de Londres, le circuit de Silverstone fut de la fin de la seconde guerre mondiale jusqu'en 1954 l'unique théâtre du Grand Prix de Grande-Bretagne. Toutefois la réalisation du circuit d'Aintree a depuis entraîné une alternance entre ces deux pistes, Silverstone accueillant dorénavant le Grand Prix les années paires. Caractérisé par l'absence de longues lignes droites, son tracé fait appel à la souplesse des moteurs et à la qualité des châssis plutôt qu'à la puissance pure. Ses installations modernes, ses nombreux postes d'observation et sa capacité d'accueil (jusqu'à trois-cent-mille spectateurs) lui valent les faveurs du public. Deux pilotes détiennent le record de la piste, Peter Collins (Ferrari) et Jean Behra (BRM) ayant tous deux tourné à la moyenne de 169,6 km/h lors de l'International Trophy, traditionnellement couru deux mois avant le Grand Prix.

## Monoplaces en lice
- Ferrari Dino 246 "Usine"

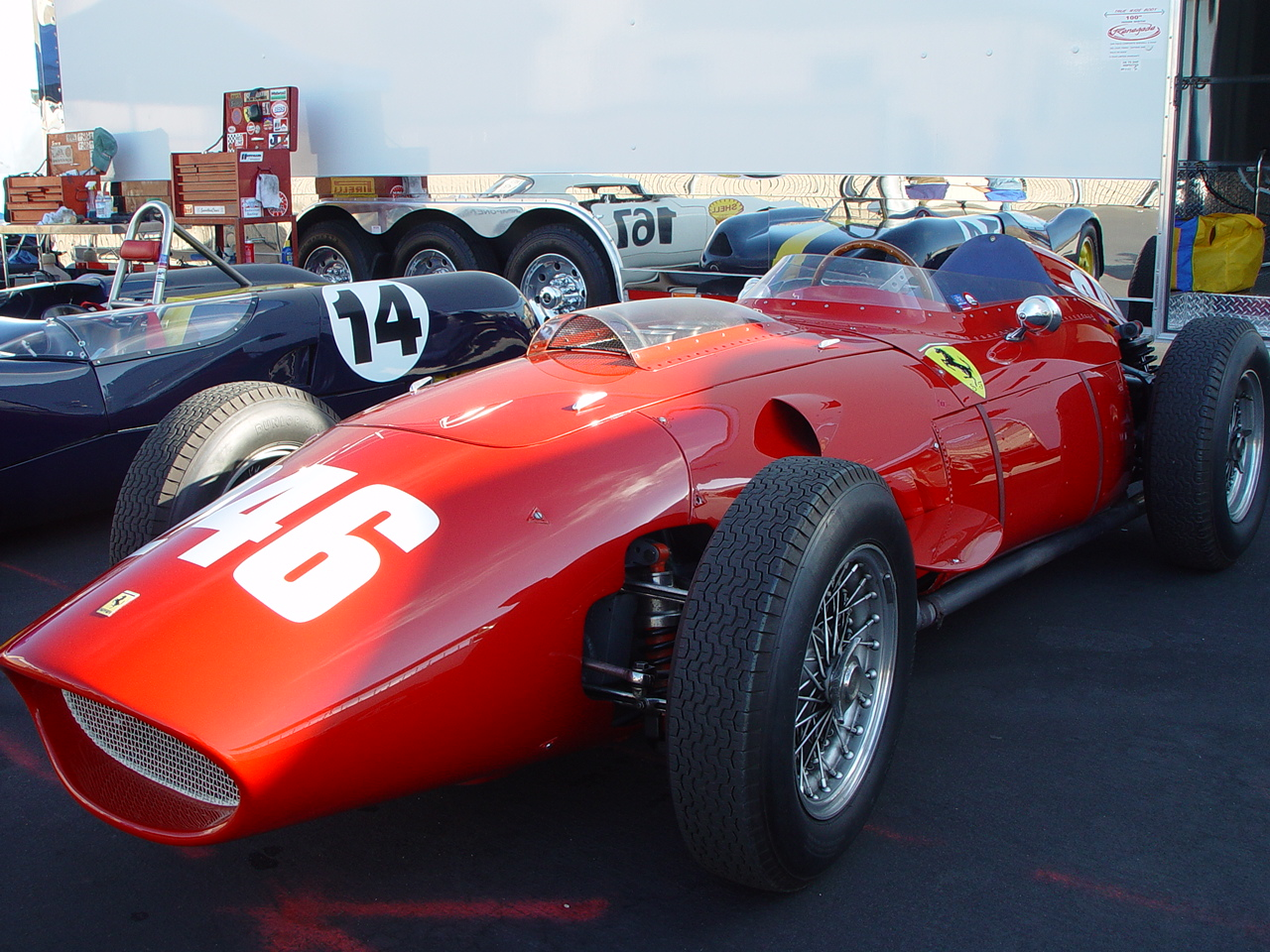
Une Ferrari Dino 246 lors d'une manifestation historique

Après la mort accidentelle de Luigi Musso à Reims, seuls Mike Hawthorn et Peter Collins constituent la base de la Scuderia Ferrari. Ils sont épaulés par Wolfgang von Trips, titularisé dans l'équipe après sa belle troisième place obtenue en France. Tous trois disposent de Dino 246 à moteur V6 (2400 cm3, 290 chevaux à 8 500 tr/min)
- Vanwall VW "Usine"

Tony Vandervell aligne trois Vanwall VW pour son équipe habituelle de pilotes, composée de Stirling Moss, Tony Brooks et Stuart Lewis-Evans. Rendant vingt chevaux aux Ferrari, les Vanwall sont néanmoins tout aussi rapides, grâce à un profilage très étudié. Plus légères (630 kg contre 650 pour leurs concurrentes italiennes), elles bénéficient en outre d'un très moderne système de freins à disques.
- BRM P25 "Usine"

L’usine a engagé trois P25 pour Jean Behra, Harry Schell et Masten Gregory, ce dernier débutant dans l'équipe en remplacement de Ron Flockhart, toujours indisponible depuis son accident lors des entraînements du Grand Prix de Rouen. Malgré leurs 250 chevaux, ces voitures sont capables de performances de premier plan sur les circuits sinueux, grâce à leur agilité et à leur poids mesuré (550 kg).  
- Cooper T45 "Usine"

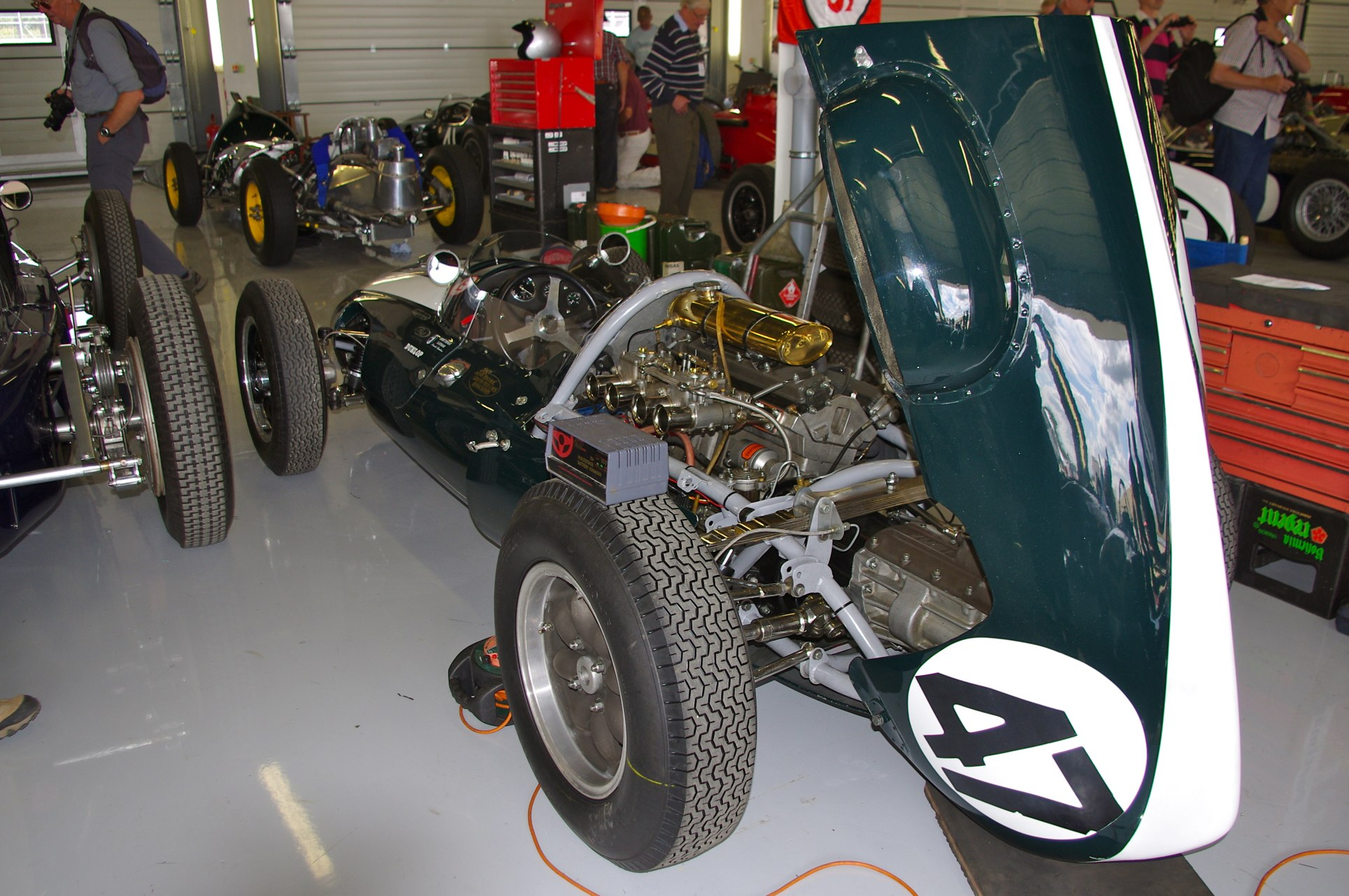
La Cooper T45, à moteur central arrière

En plus des habituelles Cooper T45 de Jack Brabham et Roy Salvadori, John Cooper a engagé une troisième voiture pour Ian Burgess. Seule monoplace du plateau à moteur central arrière, la T45 ne pèse que 500 kg et fait preuve d'une redoutable efficacité sur les tracés très tortueux, comme l'a prouvée sa victoire à Monaco en début de saison. Par contre, son petit moteur quatre cylindres Coventry Climax FPF de 2200 cm3 ne délivre que 194 chevaux à 6250 tr/min, d'où un sévère handicap en vitesse de pointe. Au côté des trois voitures officielles, Rob Walker a engagé une ancienne T43, à moteur Climax identique, pour Maurice Trintignant.
- Lotus 16 & 12 "Usine"

Tout comme les Cooper, les Lotus utilisent le moteur Climax FPF, mais monté à l'avant. Seul Cliff Allison dispose de la version 2200 cm3 sur son ancienne  Type 12, tandis que les récentes Type 16 confiées à Graham Hill et au débutant Alan Stacey utilisent des versions deux litres (176 chevaux). Avec seulement 450 kg en ordre de marche, ces monoplaces sont les plus légères du plateau.
- Maserati 250F

Le constructeur italien s'est officiellement retiré de la scène des Grands Prix mais continue à être régulièrement représenté par la Scuderia centro Sud, qui aligne à Silverstone deux 250F (moteur six cylindres, 270 chevaux à 7 500 tr/min) pour Carroll Shelby et Gerino Gerini. Joakim Bonnier participe également à l'épreuve, sur sa 250F personnelle.
- Connaught Type B

Comme à Monaco, Bernie Ecclestone a engagé ses deux Connaught Type B à moteur Alta, régulièrement engagées dans les épreuves britanniques mais totalement surclassées par les monoplaces actuelles. Elles sont pilotées pour l'occasion par Jack Fairman et Ivor Bueb.

## Coureurs inscrits
| no | Pilote              | Écurie                   | Constructeur | Modèle           | Moteur             | Pneumatiques |
| -- | ------------------- | ------------------------ | ------------ | ---------------- | ------------------ | ------------ |
| 1  | Peter Collins       | Scuderia Ferrari         | Ferrari      | Ferrari Dino 246 | Ferrari V6         | E            |
| 2  | Mike Hawthorn       | Scuderia Ferrari         | Ferrari      | Ferrari Dino 246 | Ferrari V6         | E            |
| 3  | Wolfgang von Trips  | Scuderia Ferrari         | Ferrari      | Ferrari Dino 246 | Ferrari V6         | E            |
| 4  | Maurice Trintignant | Rob Walker Racing Team   | Cooper       | Cooper T43       | Coventry Climax L4 | D            |
| 5  | Carroll Shelby      | Scuderia Centro Sud      | Maserati     | Maserati 250F    | Maserati L6        | P            |
| 6  | Gerino Gerini       | Scuderia Centro Sud      | Maserati     | Maserati 250F    | Maserati L6        | P            |
| 7  | Stirling Moss       | Vandervell Products      | Vanwall      | Vanwall VW10     | Vanwall L4         | D            |
| 8  | Tony Brooks         | Vandervell Products      | Vanwall      | Vanwall VW5      | Vanwall L4         | D            |
| 9  | Stuart Lewis-Evans  | Vandervell Products      | Vanwall      | Vanwall VW6      | Vanwall L4         | D            |
| 10 | Roy Salvadori       | Cooper Car Company       | Cooper       | Cooper T45       | Coventry Climax L4 | D            |
| 11 | Jack Brabham        | Cooper Car Company       | Cooper       | Cooper T45       | Coventry Climax L4 | D            |
| 12 | Ian Burgess         | Cooper Car Company       | Cooper       | Cooper T45       | Coventry Climax L4 | D            |
| 14 | Jack Fairman        | Bernie Ecclestone        | Connaught    | Connaught B      | Alta L4            | D            |
| 15 | Ivor Bueb           | Bernie Ecclestone        | Connaught    | Connaught B      | Alta L4            | D            |
| 16 | Graham Hill         | Team Lotus               | Lotus        | Lotus 16         | Coventry Climax L4 | D            |
| 17 | Cliff Allison       | Team Lotus               | Lotus        | Lotus 12         | Coventry Climax L4 | D            |
| 18 | Alan Stacey         | Team Lotus               | Lotus        | Lotus 16         | Coventry Climax L4 | D            |
| 19 | Jean Behra          | Owen Racing Organisation | BRM          | BRM P25          | BRM L4             | D            |
| 20 | Harry Schell        | Owen Racing Organisation | BRM          | BRM P25          | BRM L4             | D            |
| 21 | Masten Gregory      | Owen Racing Organisation | BRM          | BRM P25          | BRM L4             | D            |
| 22 | Joakim Bonnier      | Privé                    | Maserati     | Maserati 250F    | Maserati L6        | P            |

## Qualifications

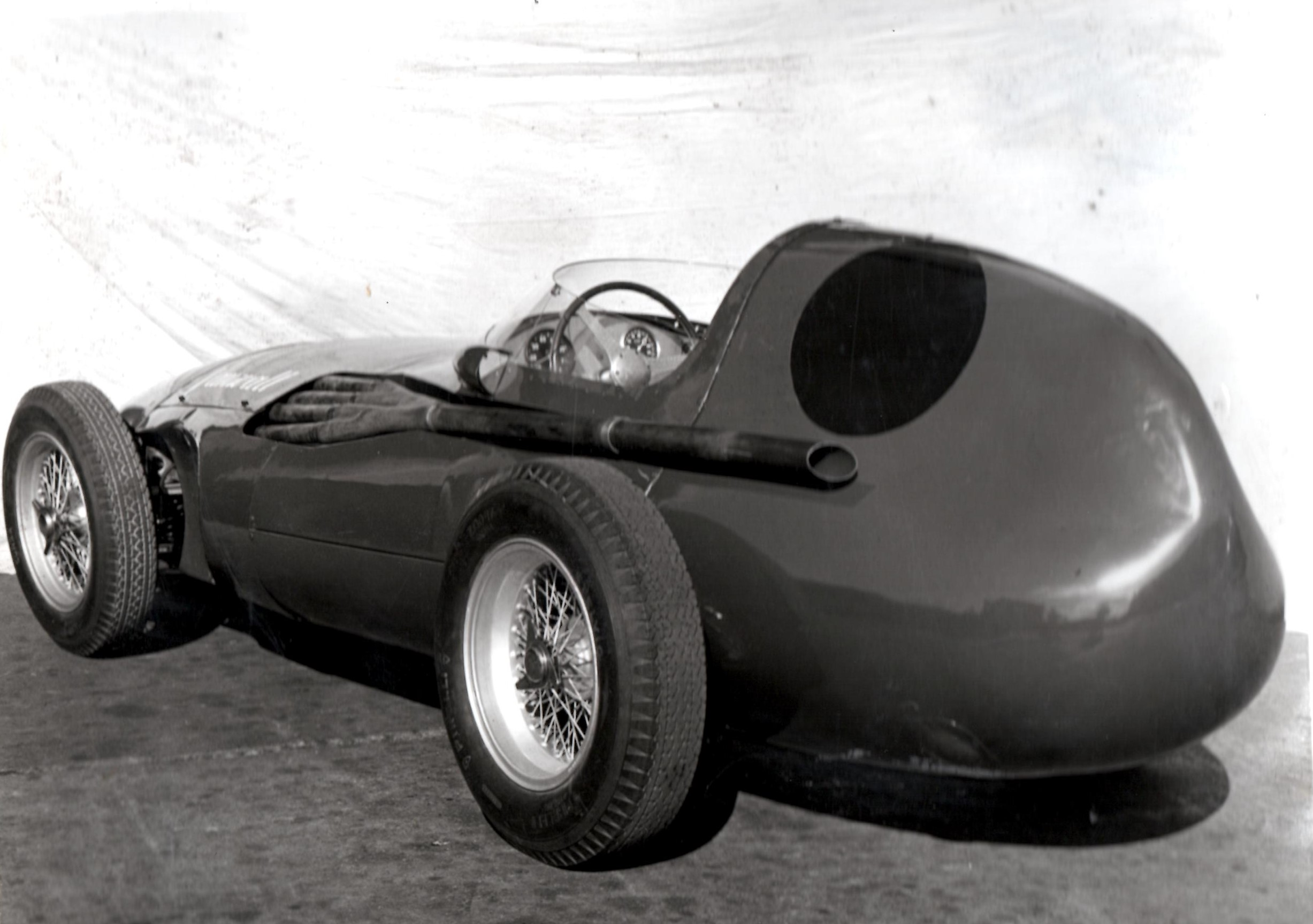
La Vanwall VW, la monoplace la plus rapide aux essais aux mains de Stirling Moss.

Les essais qualificatifs sont organisés les jeudi et vendredi précédant la course. La première session débute sans Masten Gregory, victime d'une grave sortie de route sur sa Lister-Jaguar lors des essais du Grand Prix de Silverstone, disputé le même week-end que l'épreuve de formule 1. Assez sérieusement touché, le pilote américain a dû être hospitalisé, ajournant ses débuts au sein de l'équipe BRM. Stirling Moss et sa Vanwall dominent cette première journée, le pilote britannique se montrant constamment le plus rapide pour conclure avec un tour en 1 min 39 s 4 (170,6 km/h), soit le meilleur temps jamais réalisé sur cette piste. Cette performance assure à Moss la pole position, personne n'étant en mesure d'approcher son temps le vendredi. Les Ferrari, emmenées par Mike Hawthorn, sont à une seconde, également battues par la BRM d'Harry Schell et la Cooper de Roy Salvadori. Au volant de sa petite Lotus, Cliff Allison est parvenu à égaler le temps d'Hawthorn, ce qui lui vaudra de s'élancer à la corde de la seconde ligne.
| Pos. | Pilote              | Écurie         | Temps        | Écart    |
| ---- | ------------------- | -------------- | ------------ | -------- |
| 1    | Stirling Moss       | Vanwall        | 1 min 39 s 4 |          |
| 2    | Harry Schell        | BRM            | 1 min 39 s 8 | + 0 s 4  |
| 3    | Roy Salvadori       | Cooper-Climax  | 1 min 40 s 0 | + 0 s 6  |
| 4    | Mike Hawthorn       | Ferrari        | 1 min 40 s 4 | + 1 s 4  |
| 5    | Cliff Allison       | Lotus-Climax   | 1 min 40 s 4 | + 1 s 0  |
| 6    | Peter Collins       | Ferrari        | 1 min 40 s 6 | + 1 s 2  |
| 7    | Stuart Lewis-Evans  | Vanwall        | 1 min 41 s 4 | + 2 s 0  |
| 8    | Jean Behra          | BRM            | 1 min 41 s 4 | + 2 s 0  |
| 9    | Tony Brooks         | Vanwall        | 1 min 41 s 6 | + 2 s 2  |
| 10   | Jack Brabham        | Cooper-Climax  | 1 min 42 s 0 | + 2 s 6  |
| 11   | Wolfgang von Trips  | Ferrari        | 1 min 42 s 0 | + 2 s 6  |
| 12   | Maurice Trintignant | Cooper-Climax  | 1 min 42 s 6 | + 3 s 2  |
| 13   | Joakim Bonnier      | Maserati       | 1 min 43 s 0 | + 3 s 6  |
| 14   | Graham Hill         | Lotus-Climax   | 1 min 43 s 0 | + 3 s 6  |
| 15   | Carroll Shelby      | Maserati       | 1 min 44 s 2 | + 4 s 8  |
| 16   | Ian Burgess         | Cooper-Climax  | 1 min 45 s 4 | + 6 s 0  |
| 17   | Ivor Bueb           | Connaught-Alta | 1 min 51 s 4 | + 12 s 0 |
| 18   | Gerino Gerini       | Maserati       | 1 min 53 s 0 | + 13 s 6 |
| 19   | Jack Fairman        | Connaught-Alta | 1 min 58 s 8 | + 19 s 4 |
| 20   | Alan Stacey         | Lotus-Climax   | 1 min 58 s 8 | + 19 s 4 |

## Grille de départ du Grand Prix
| 1re ligne | Pos. 4                        |                                  | Pos. 3                        |                               | Pos. 2                         |                                 | Pos. 1                       |
|           | Hawthorn Ferrari 1 min 40 s 4 |                                  | Salvadori Cooper 1 min 40 s 0 |                               | Schell BRM 1 min 39 s 8        |                                 | Moss Vanwall 1 min 39 s 4    |
| 2e ligne  |                               | Pos. 7                           |                               | Pos. 6                        |                                | Pos. 5                          |                              |
|           |                               | Lewis-Evans Vanwall 1 min 41 s 4 |                               | Collins Ferrari 1 min 40 s 6  |                                | Allison Lotus 1 min 40 s 4      |                              |
| 3e ligne  | Pos. 11                       |                                  | Pos. 10                       |                               | Pos. 9                         |                                 | Pos. 8                       |
|           | Trips Ferrari 1 min 42 s 0    |                                  | Brabham Cooper 1 min 42 s 0   |                               | Brooks Vanwall 1 min 41 s 6    |                                 | Behra BRM 1 min 41 s 4       |
| 4e ligne  |                               | Pos. 14                          |                               | Pos. 13                       |                                | Pos. 12                         |                              |
|           |                               | G. Hill Lotus 1 min 43 s 0       |                               | Bonnier Maserati 1 min 43 s 0 |                                | Trintignant Cooper 1 min 42 s 6 |                              |
| 5e ligne  | Pos. 18                       |                                  | Pos. 17                       |                               | Pos. 16                        |                                 | Pos. 15                      |
|           | Gerini Maserati 1 min 53 s 0  |                                  | Bueb Connaught 1 min 51 s 4   |                               | Burgess Cooper 1 min 45 s 4    |                                 | Shelby Maserati 1 min 44 s 2 |
| 6e ligne  |                               |                                  | Pos. 20                       |                               | Pos. 19                        |                                 |                              |
|           |                               |                                  | Stacey Lotus 1 min 58 s 8     |                               | Fairman Connaught 1 min 58 s 8 |                                 |                              |

## Déroulement de la course
Le départ est donné le samedi après-midi, en présence de cent trente mille spectateurs. Stirling Moss (Vanwall) s'élance devant la BRM d'Harry Schell et la petite Cooper de Roy Salvadori et négocie en tête le virage de Copse, devant la Ferrari de Peter Collins, très bien parti depuis la deuxième ligne, qui a doublé les deux monoplaces qui le précédaient au freinage. Dans la courbe rapide de Maggotts, il fait l'intérieur à Moss et s'empare du commandement, tandis que son coéquipier Mike Hawthorn, après un départ hésitant, dépasse également Salvadori et Schell et prend la troisième place. Lorsqu'il repasse devant les stands, Collins a creusé un petit écart sur Moss, lui-même suivi de près par Hawthorn. Moss s'évertue à ne pas perdre le contact avec l'homme de tête, mais celui-ci a adopté un rythme très rapide et parvient à décrocher son adversaire : de deux secondes à la fin du quatrième tour, l'écart est passé à cinq secondes quatre boucles plus tard, tandis que Hawthorn et Schell, un peu plus loin, bataillent ferme pour la troisième place. Au dixième passage, l'écart a encore grandi, Moss accusant un retard de sept secondes. Hawthorn est toujours troisième, mais c'est désormais la Vanwall de Stuart Lewis-Evans qui occupe la quatrième place, devant Schell qui semble en difficulté sur sa BRM, et qui a du mal à contenir les attaques de Tony Brooks (Vanwall) et de Jack Brabham (Cooper).
Au cours de tours suivants, Moss parvient à réduire légèrement son retard sur Collins, qui conserve cependant un avantage de près de cinq secondes à la fin du vingtième. Hawthorn n'est qu'à une seconde derrière Moss, bien décidé à ne pas laisser s'échapper son principal adversaire au classement du championnat. Les autres, emmenés par Lewis-Evans, sont très loin, à plus de quarante secondes de l'homme de tête. Au cours du vingt-sixième tour, la course perd un de ses principaux animateurs, le moteur de la Vanwall de Moss explosant littéralement. Les Ferrari de Collins et Hawthorn occupent désormais les deux premières places, avec une avance plus que confortable sur Salvadori, qui vient de prendre l'avantage sur Lewis-Evans, Brabham, cinquième, suivant à quelques secondes. Au tiers de la distance, la course semble déjà jouée, Hawthorn ne semblant pas en mesure de revenir sur son coéquipier, qui maintient une allure très soutenue. A mi-distance, l'écart entre les deux hommes de tête est passé à vingt-sept secondes, alors que Salvadori, toujours troisième, est à plus d'une minute du leader. Hawthorn a dû lever le pied, la pression de lubrification de sa Ferrari baissant anormalement. A la fin du quarante-quatrième tour, il doit s’arrêter au stand pour ravitailler en huile. L'arrêt lui coûte une trentaine de secondes, et il reprend la piste au moment même où Salvadori débouche du dernier virage. Pour le pilote Cooper, alors à seulement six secondes de la deuxième Ferrari, les espoirs d'une seconde place vont toutefois rapidement s'estomper, Hawthorn reprenant immédiatement du champ, disposant à nouveau de toute la puissance de son moteur. Après quelques rondes, il s'est définitivement mis à l'abri de toute menace, après avoir battu le record de la piste à plus de 168 km/h de moyenne. De son côté, Salvadori a fort à faire pour préserver sa troisième place, Lewis-Evans étant revenu dans ses roues. Alors que les deux pilotes Ferrari, sans adversaire, n'ont plus qu'à se laisser glisser vers l'arrivée, derrière la bataille est très serrée au cours des derniers tours, Lewis-Evans essayant sans relâche de dépasser la petite Cooper. Il échouera d'un souffle, terminant à deux dixièmes de seconde de son adversaire, mais très loin des Ferrari qui réalisent un magnifique doublé, Collins renouant avec la victoire deux ans après son dernier succès en championnat, tandis qu'Hawthorn prend une sérieuse option sur le titre mondial, son principal rival ayant abandonné. 

### Classements intermédiaires
Classements intermédiaires des monoplaces aux premier, quatrième, huitième, dixième, quinzième, vingtième, trentième, quarantième et soixantième tours.

### Classement de la course
| Pos  | No | Pilote              | Écurie         | Tours | Temps/Abandon                      | Grille | Points |
| ---- | -- | ------------------- | -------------- | ----- | ---------------------------------- | ------ | ------ |
| 1    | 1  | Peter Collins       | Ferrari        | 75    | 2 h 09 min 04 s 2                  | 6      | 8      |
| 2    | 2  | Mike Hawthorn       | Ferrari        | 75    | 2 h 09 min 28 s 4 (+ 24 s 2)       | 4      | 7      |
| 3    | 10 | Roy Salvadori       | Cooper-Climax  | 75    | 2 h 09 min 54 s 8 (+ 50 s 6)       | 3      | 4      |
| 4    | 9  | Stuart Lewis-Evans  | Vanwall        | 75    | 2 h 09 min 55 s 0 (+ 50 s 8)       | 7      | 3      |
| 5    | 20 | Harry Schell        | BRM            | 75    | 2 h 10 min 19 s 0 (+ 1 min 14 s 8) | 2      | 2      |
| 6    | 11 | Jack Brabham        | Cooper-Climax  | 75    | 2 h 10 min 27 s 4 (+ 1 min 23 s 2) | 10     |        |
| 7    | 8  | Tony Brooks         | Vanwall        | 74    | 2 h 09 min 54 s 0 (+ 1 tour)       | 9      |        |
| 8    | 4  | Maurice Trintignant | Cooper-Climax  | 73    | 2 h 10 min 41 s 4 (+ 2 tours)      | 12     |        |
| 9    | 5  | Carroll Shelby      | Maserati       | 72    | 2 h 09 min 30 s 6 (+ 3 tours)      | 15     |        |
| Abd. | 3  | Wolfgang von Trips  | Ferrari        | 59    | Moteur                             | 11     |        |
| Abd. | 22 | Jo Bonnier          | Maserati       | 49    | Boîte de vitesses                  | 13     |        |
| Abd. | 6  | Gerino Gerini       | Maserati       | 44    | Boîte de vitesses                  | 18     |        |
| Abd. | 12 | Ian Burgess         | Cooper-Climax  | 40    | Embrayage                          | 16     |        |
| Abd. | 7  | Stirling Moss       | Vanwall        | 25    | Moteur                             | 1      |        |
| Abd. | 17 | Cliff Allison       | Lotus-Climax   | 21    | Moteur                             | 5      |        |
| Abd. | 19 | Jean Behra          | BRM            | 19    | Suspension                         | 8      |        |
| Abd. | 15 | Ivor Bueb           | Connaught-Alta | 19    | Boîte de vitesses                  | 17     |        |
| Abd. | 18 | Alan Stacey         | Lotus-Climax   | 19    | Surchauffe moteur                  | 20     |        |
| Abd. | 16 | Graham Hill         | Lotus-Climax   | 17    | Surchauffe moteur                  | 14     |        |
| Abd. | 14 | Jack Fairman        | Connaught-Alta | 7     | Allumage                           | 19     |        |

### Pole position et record du tour
- Pole position :  Stirling Moss en 1 min 39 s 4 (vitesse moyenne : 170,620 km/h). Temps réalisé lors de la séance d'essais du jeudi 17 juillet[7].
- Meilleur tour en course :  Mike Hawthorn en 1 min 40 s 8 au cinquantième tour (vitesse moyenne : 168,250 km/h).

### Tours en tête
- Peter Collins : 75 tours (1-75)

## Classement général à l'issue de la course
- Attribution des points : 8, 6, 4, 3, 2 respectivement aux cinq premiers de chaque épreuve et 1 point supplémentaire pour le pilote ayant accompli le meilleur tour en course (signalé par un astérisque).
- Pour la coupe des constructeurs, même barème mais seule la voiture la mieux classée de chaque équipe inscrit des points. Le point du meilleur tour en course n'est pas comptabilisé. Les 500 miles d'Indianapolis ne sont pas pris en compte pour cette coupe, la course n'étant pas ouverte aux monoplaces de formule 1[10].
- Le règlement permet aux pilotes de se relayer sur une même voiture, les points éventuellement acquis étant alors perdus pour pilotes et constructeur[7].

| Pos. | Pilote              | Écurie           | Points | ARG | MON | NL | 500 | BEL | FRA | GBR | ALL | POR | ITA | MAR |
| ---- | ------------------- | ---------------- | ------ | --- | --- | -- | --- | --- | --- | --- | --- | --- | --- | --- |
| 1    | Mike Hawthorn       | Ferrari          | 30     | 4   | 1*  | 2  | -   | 7*  | 9*  | 7*  |     |     |     |     |
| 2    | Stirling Moss       | Cooper & Vanwall | 23     | 8   | -   | 9* | -   | -   | 6   | -   |     |     |     |     |
| 3    | Peter Collins       | Ferrari          | 14     | -   | 4   | -  | -   | -   | 2   | 8   |     |     |     |     |
| 4    | Luigi Musso         | Ferrari          | 12     | 6   | 6   | -  | -   | -   | -   | -   |     |     |     |     |
|      | Harry Schell        | BRM              | 12     | -   | 2   | 6  | -   | 2   | -   | 2   |     |     |     |     |
| 6    | Maurice Trintignant | Cooper           | 8      | -   | 8   | -  | -   | -   | -   | -   |     |     |     |     |
|      | Jimmy Bryan         | Epperly          | 8      | -   | -   | -  | 8   | -   | -   | -   |     |     |     |     |
|      | Tony Brooks         | Cooper           | 8      | -   | -   | -  | -   | 8   | -   | -   |     |     |     |     |
| 9    | Stuart Lewis-Evans  | Vanwall          | 7      | -   | -   | -  | -   | 4   | -   | 3   |     |     |     |     |
|      | Roy Salvadori       | Cooper           | 7      | -   | -   | 3  | -   | -   | -   | 4   |     |     |     |     |
|      | Juan Manuel Fangio  | Maserati         | 7      | 4*  | -   | -  | -   | -   | 3   | -   |     |     |     |     |
| 12   | George Amick        | Epperly          | 6      | -   | -   | -  | 6   | -   | -   | -   |     |     |     |     |
|      | Jean Behra          | Maserati & BRM   | 6      | 2   | -   | 4  | -   | -   | -   | -   |     |     |     |     |
| 14   | Johnny Boyd         | Kurtis Kraft     | 4      | -   | -   | -  | 4   | -   | -   | -   |     |     |     |     |
|      | Wolfgang von Trips  | Ferrari          | 4      | -   | -   | -  | -   | -   | 4   | -   |     |     |     |     |
|      | Tony Bettenhausen   | Epperly          | 4      | -   | -   | -  | 4*  | -   | -   | -   |     |     |     |     |
| 17   | Jack Brabham        | Cooper           | 3      | -   | 3   | -  | -   | -   | -   | -   |     |     |     |     |
|      | Cliff Allison       | Lotus            | 3      | -   | -   | -  | -   | 3   | -   | -   |     |     |     |     |
| 19   | Jim Rathmann        | Epperly          | 2      | -   | -   | -  | 2   | -   | -   | -   |     |     |     |     |

| Pos. | Écurie        | Points | ARG | MON | NL | 500 | BEL | FRA | GBR | ALL | POR | ITA | MAR |
| ---- | ------------- | ------ | --- | --- | -- | --- | --- | --- | --- | --- | --- | --- | --- |
| 1    | Ferrari       | 36     | 6   | 6   | 2  | -   | 6   | 8   | 8   |     |     |     |     |
| 2    | Vanwall       | 25     | -   | -   | 8  | -   | 8   | 6   | 3   |     |     |     |     |
| 3    | Cooper-Climax | 23     | 8   | 8   | 3  | -   | -   | -   | 4   |     |     |     |     |
| 4    | BRM           | 12     | -   | 2   | 6  | -   | 2   | -   | 2   |     |     |     |     |
| 5    | Maserati      | 6      | 3   | -   | -  | -   | -   | 3   | -   |     |     |     |     |
| 6    | Lotus-Climax  | 3      | -   | -   | -  | -   | 3   | -   | -   |     |     |     |     |

## À noter
- 3e victoire en championnat du monde pour Peter Collins.
- 27e victoire en championnat du monde pour Ferrari en tant que constructeur.
- 27e victoire en championnat du monde pour Ferrari en tant que motoriste.